# Jonathan Richardson
Jonathan Richardson   (Northallerton, 4 de novembre de 1991) és un pilot de trial anglès. L'any 2009 va guanyar el Campionat del Món de trial juvenil i el Campionat d'Europa de trial júnior amb Sherco. L'any 2011 guanyà el Scott Trial. Al tombant de la dècada del 2010 va començar a practicar també l'enduro extrem.